# Lista meczów reprezentacji Senegalu w piłce nożnej mężczyzn prowadzonej przez Henryka Kasperczaka

## Oficjalne międzynarodowe spotkania
| Nr | Przeciwnik               | Miejsce   | Data                 | Impreza                                | Wynik (Senegal – przeciwnik) |
| -- | ------------------------ | --------- | -------------------- | -------------------------------------- | ---------------------------- |
| 1  | Wybrzeże Kości Słoniowej | Tours     | 16 sierpnia 2006     | mecz towarzyski                        | 1:0                          |
| 2  | Mozambik                 | Dakar     | 2 września 2006      | eliminacje Pucharu Narodów Afryki 2008 | 2:0                          |
| 3  | Burkina Faso             | Wagadugu  | 7 października 2006  | eliminacje Pucharu Narodów Afryki 2008 | 0:1                          |
| 4  | Benin                    | Rouen     | 7 lutego 2007        | mecz towarzyski                        | 2:1                          |
| 5  | Tanzania                 | Dakar     | 24 marca 2007        | eliminacje Pucharu Narodów Afryki 2008 | 4:0                          |
| 6  | Tanzania                 | Mwanza    | 2 czerwca 2007       | eliminacje Pucharu Narodów Afryki 2008 | 1:1                          |
| 7  | Malawi                   | Blantyre  | 10 czerwca 2007      | mecz towarzyski                        | 3:2                          |
| 8  | Mozambik                 | Maputo    | 17 czerwca 2007      | eliminacje Pucharu Narodów Afryki 2008 | 0:0                          |
| 9  | Ghana                    | Londyn    | 21 sierpnia 2007     | mecz towarzyski                        | 1:1                          |
| 10 | Burkina Faso             | Dakar     | 8 września 2007      | eliminacje Pucharu Narodów Afryki 2008 | 5:1                          |
| 11 | Gwinea                   | Rouen     | 14 października 2007 | mecz towarzyski                        | 3:1                          |
| 12 | Mali                     | Bondoufle | 17 listopada 2007    | mecz towarzyski                        | 3:2                          |
| 13 | Maroko                   | Créteil   | 21 listopada 2007    | mecz towarzyski                        | 0:3                          |
| 14 | Namibia                  | Dakar     | 13 stycznia 2008     | mecz towarzyski                        | 3:1                          |
| 15 | Benin                    | Wagadugu  | 16 stycznia 2008     | mecz towarzyski                        | 2:1                          |
| 16 | Tunezja                  | Tamale    | 23 stycznia 2008     | Puchar Narodów Afryki 2008             | 2:2                          |
| 17 | Angola                   | Tamale    | 27 stycznia 2008     | Puchar Narodów Afryki 2008             | 1:3                          |